# مایته کاسورلا
مایته کاسورلا (اسپانیایی: Maite Cazorla‎؛ زادهٔ ۱۸ ژوئن ۱۹۹۷) بازیکن بسکتبال زن اهل اسپانیا است.
از باشگاه‌هایی که در آن بازی کرده‌است می‌توان به آتلانتا دریم اشاره کرد.
وی در مسابقات کشوری و بین‌المللی در مجموع برندهٔ ۱ مدال نقره شده‌است.